# Инаугурация Джеймса Мэдисона (1813)
Вторая инаугурация Джеймса Мэдисона в качестве Президента США состоялась 4 марта 1813 года. Одновременно к присяге был приведён Элбридж Герри как 5-й вице-президент США. Президентскую присягу проводил Председатель Верховного суда США Джон Маршалл, а присягу вице-президента принимал судья Джон Дэвис.
Элбридж Герри умер через 1,5 года после начала исполнения обязанностей вице-президента, и данная должность оставалась вакантной, поскольку не было конституционного положения, которое позволяло бы занимать должность вице-президента; это впоследствии стало регулироваться Двадцать пятой поправкой, вступившей в силу в 1967 году.

## Церемония
4 марта 1813 года Мэдисон прибыл в Капитолий в сопровождении морской пехоты и кавалерии. Главный судья Джон Маршалл, давний враг Мэдисона, якобы проявил отвращение, когда давал присягу. В своей инаугурационной речи Мэдисон кратко изложил американские претензии к британцам и попытался сплотить нацию вокруг военных усилий. После инаугурации Мэдисон и первая леди Долли Мэдисон устроили инаугурационный бал.